# Ligne de Leipzig à Dresde
La ligne de Leipzig à Dresde est une double voie de chemin de fer dans le Land de Saxe à l'est de l'Allemagne. D'une longueur de 116,098 km, elle dessert la gare centrale de Leipzig, les gares de Wurzen, Dahlen, Oschatz, Riesa, Priestewitz, Coswig, Radebeul et la gare de Dresde-Neustadt (de). 
Elle a été construite par la Compagnie de chemin de fer Leipzig-Dresde (Leipzig-Dresdner Eisenbahn-Compagnie) entre 1837 et 1839. Il s'agit de la première ligne longue distance construite en Allemagne et la première ligne ferroviaire allemande exclusivement à vapeur. La ligne emprunte également le tunnel d'Oberau (de) qui était le deuxième tunnel ferroviaire d'Allemagne mais le premier avec une voie normale.
Le temps de trajet était de 90 minutes en 1990 et de 47 minutes en 2014. Une ligne à grande vitesse est prévue entre 2020 et 2030.

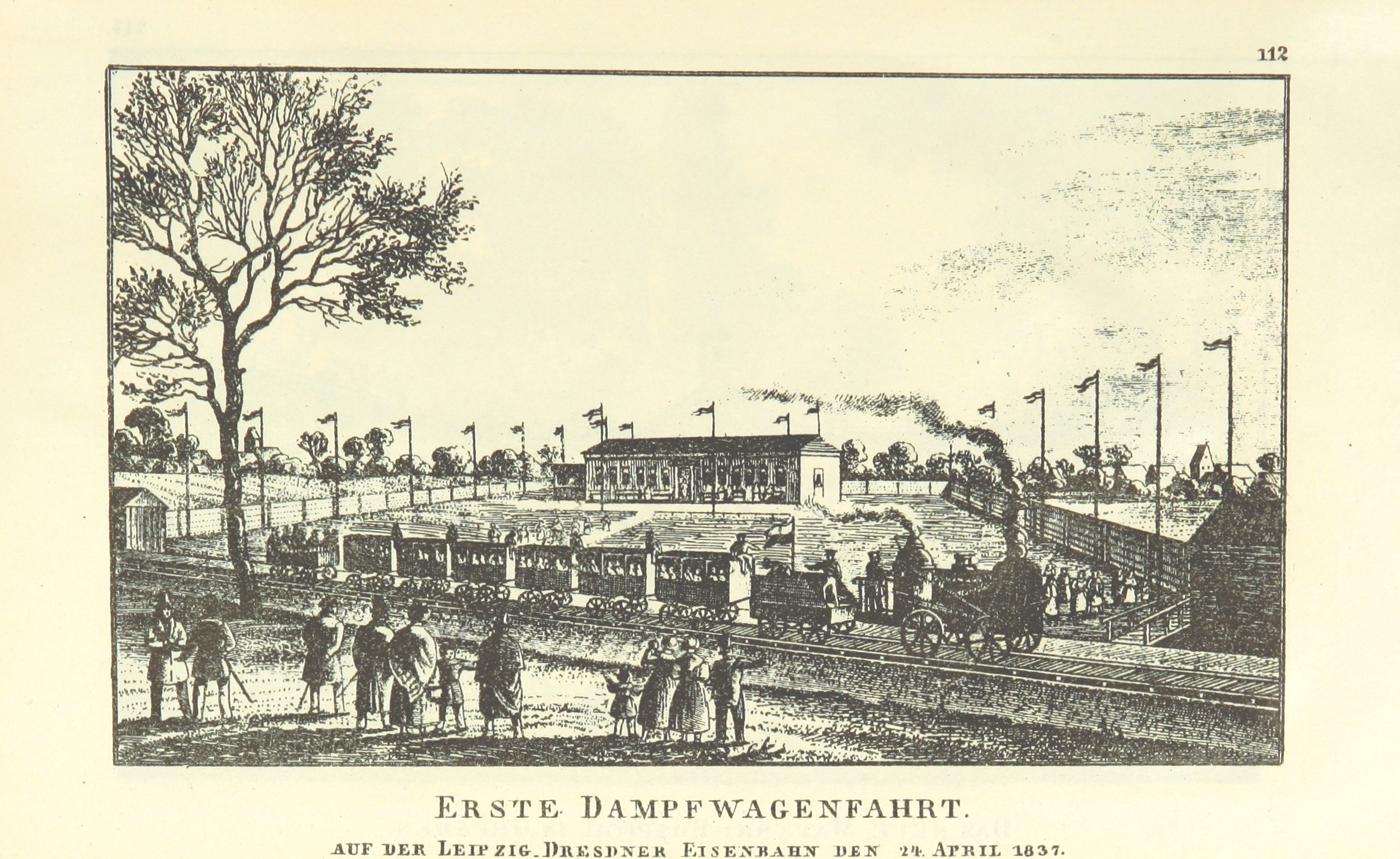
Premier voyage en train à vapeur le 24 avril 1837.
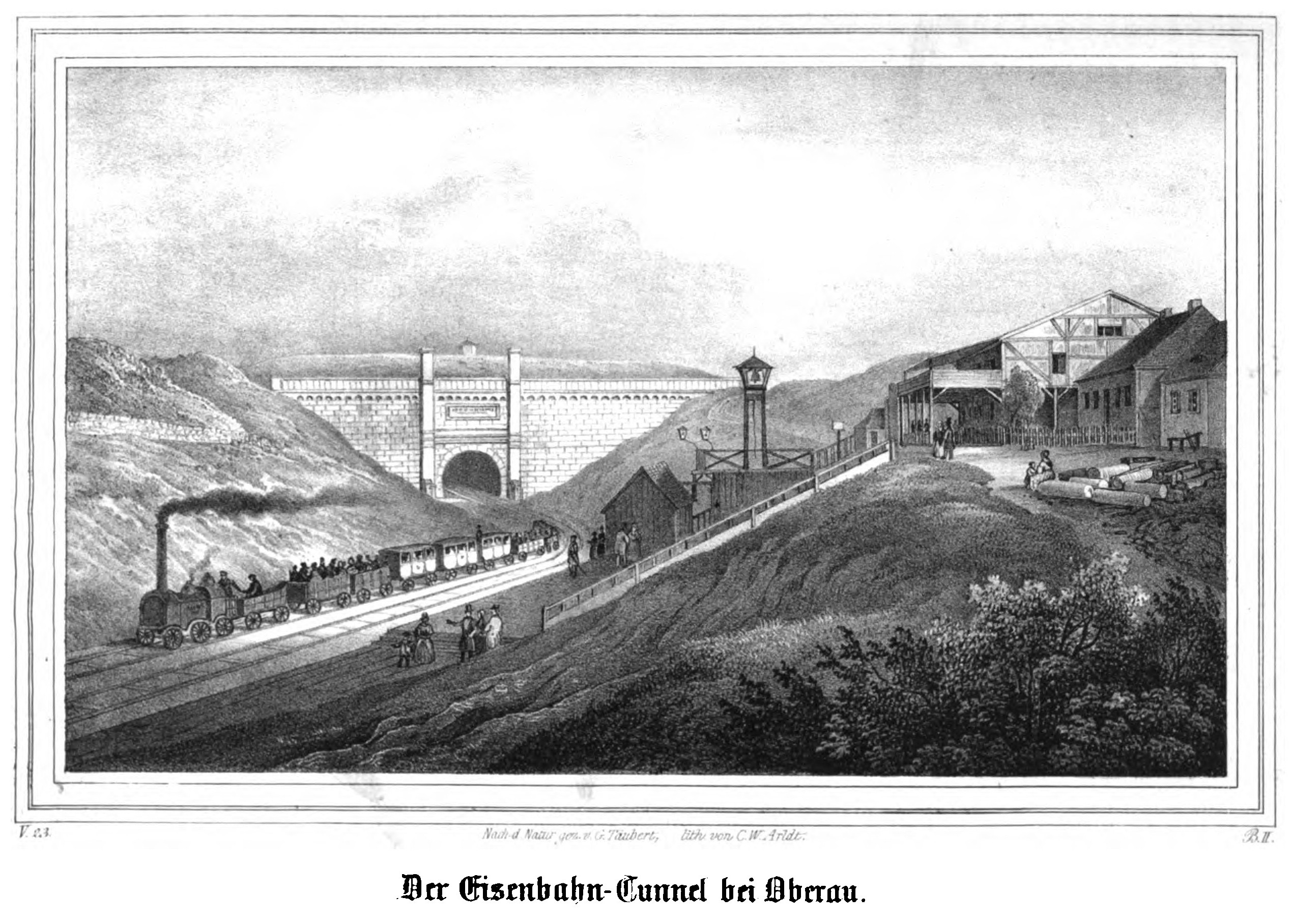
Tunnel d'Oberau vers 1840.
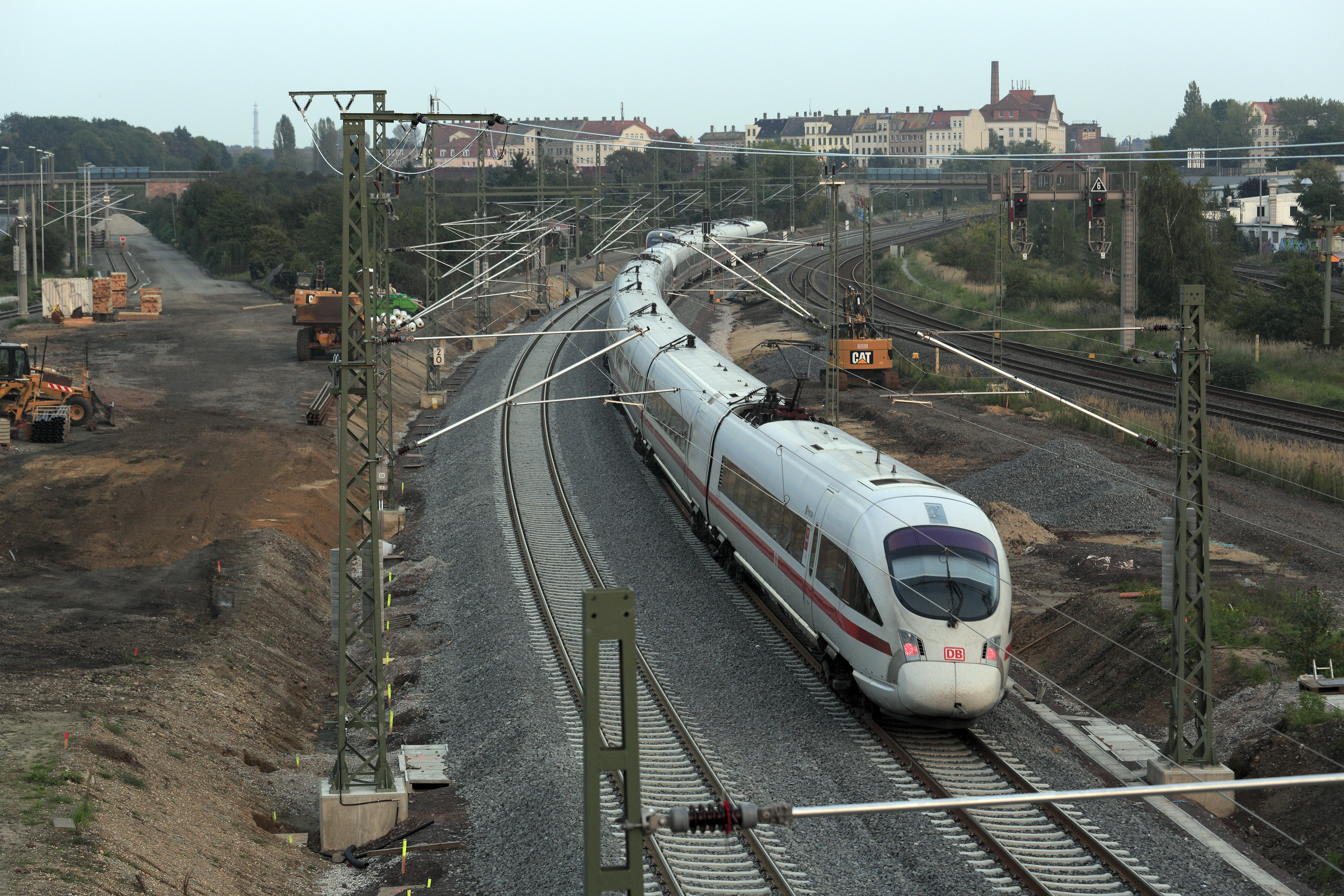
ICE empruntant la ligne en 2014 aux abords de Leipzig.